# Havajská erupce

Schéma erupce havajského typu
Popis: 1. prachový sloup, 2. lávová fontána, 3. kráter, 4. lávové jezero, 5. fumaroly, 6. lávový proud, 7. vrstvy lávy a popela, 8. stratum, 9. sill, 10. přívod magmatu, 11. magmatický krb, 12. dajka

Havajská erupce je relativně klidná vulkanická erupce, pojmenovaná podle erupcí sopek Havajského souostroví. Hlavními projevy takové erupce je klidný výlev řídkých láv, většinou čedičové složení, s nízkým obsahem rozpuštěných plynů a vysokou teplotou (nad 1000 °C). Při takových erupcích je také velmi nízký obsah emitovaného popela a prachu.
Častými formami lávy po ztuhnutí jsou různé jazyky, laloky, nebo laminární proudy. Díky své nízké viskozitě je převažujícím vulkanickým tvarem štítová sopka.